# 天璇增四
大熊座41，又名BD+58 1281，HD 93132、SAO 27760、HR 4202，是大熊座的一颗恒星，视星等为6.34，位于銀經150.36，銀緯52.58，其B1900.0坐标为赤經10h 40m 6.4s，赤緯+57° 52.58′ 36″。